# お年玉付郵便はがき

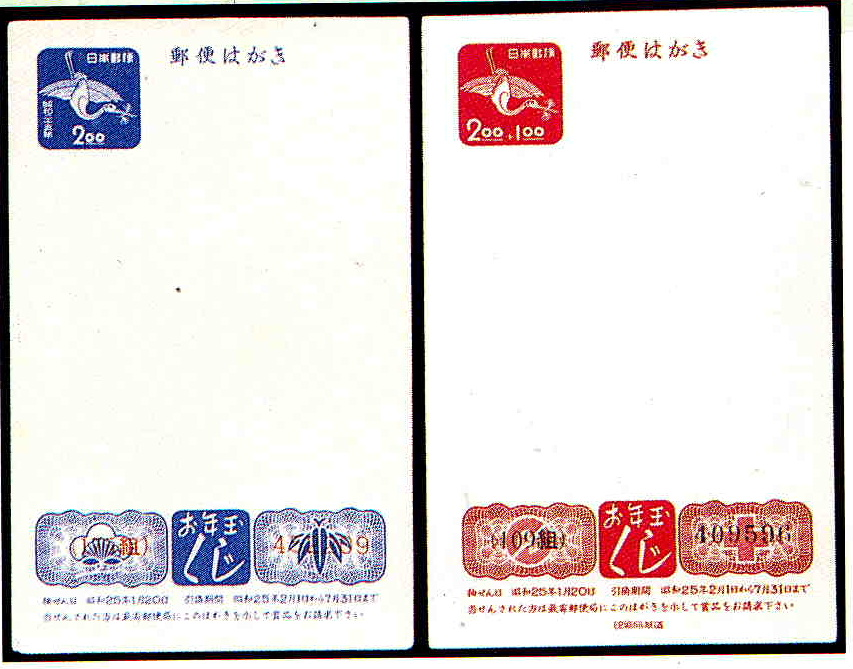
最初に発行されたお年玉付郵便はがき、右側が寄附金付きである

お年玉付郵便はがき（おとしだまつきゆうびんはがき）とは、お年玉付郵便葉書等に関する法律に基づき日本郵便が発行するくじ引番号付き郵便はがきの一種である。日本郵便は「お年玉付郵便はがき」または単に「年賀はがき」と呼んでいるが、法律上の名称は漢字の葉書を用いて「お年玉付郵便葉書」である。通常はがきと同様に料額印面が印刷されている。

## 概要

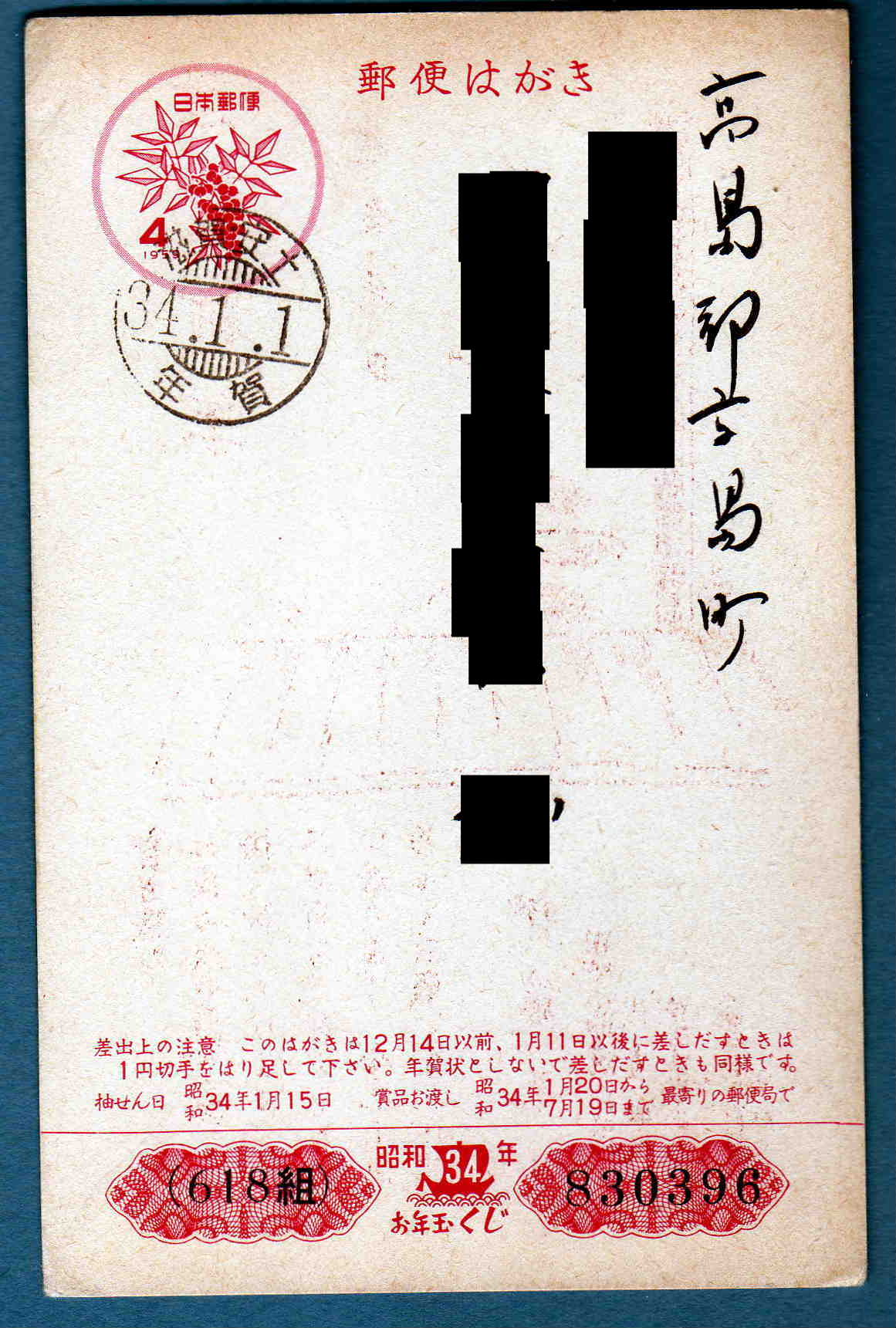
「年賀」の文字の入った元日付の消印（1959年年賀葉書）。はがきには年賀郵便取扱い期間外に投函する際、あるいは年賀状としない場合は1円切手を貼り足すよう指示がある。当時は料金が異なっていた。

年賀はがきを年賀特別郵便の取扱い期間内に郵便ポストに投函すると年末まで郵便局に留め置かれ、元日に配達される仕組みである。
年賀はがきではない通常の郵便はがきや封書でも、切手部分の下に年賀と朱書きすれば同様に扱われる。このような事前消印のことをプリキャンセルという。逆に年賀特別郵便の取扱い期間内に、年賀はがきを年賀状とせず通常の郵便はがきとして扱う場合は「年賀」の表示を「×」や「=」などで消し、年賀郵便として扱わないよう明示する必要がある。
2017年6月1日の郵便料金改定により、通常はがきの料金が52円から62円に改定されたが、年賀はがきについては12月15日から翌1月7日までの間に差し出されたものに限り、従来通り52円となった。しかし、この取扱いは2018年用の1年限りで終了し、2019年用からは年賀はがきも通常はがきと同額になった。
また料額印面下部には予め消印様の文様が印刷されているため、特に申し出ない限り消印されることはない。1月7日まではこの取扱いが行われ、1月8日以降に差し出したものは消印を押される。また、私製葉書で差し出された場合に、年末に処理されても日付が「1月1日」で時刻表記部分が「年賀」となった消印が使用される場合がある。さらに2000年用には、プリキャンセルがあっても早めに出された場合に「2000年記念」の機械印が使用された。翌年の2001年用には、「21世紀記念」として特別なデザインの機械印が使用された事があり、この年の年賀はがきのみプリキャンセルがなく料額印面と郵便番号枠の間に「年賀」と記載した仕様の葉書が発売された。
なお、郵便番号7桁化を前にした準備期間として、1998年用の年賀はがきは差出人側の新郵便番号を知らせる目的で差出人の郵便番号枠のみ7桁のものが発行された。写真用インクジェット紙タイプのものは2006年用から発売された。
2007年には、日本郵政公社の指定した日付で郵便ポストに投函しているにもかかわらず、2007年1月1日に年賀状が届かない郵便遅配が大量に発生し、利用者から苦情が挙がった。
2017年用は、約31億4207万7000枚が発行された。

## スケジュール
- 11月1日 - 年賀はがき販売開始[注 3]。
- 12月15日 - 年賀特別郵便取扱い期間開始。
- 12月25日 - 元旦に確実に届くようにするためには25日までに投函することが推奨される。[16][17]
- 12月28日 - 年賀特別郵便取扱い期間終了。
- 12月29日 - 29日以降に差し出された年賀はがきは松の内の間に届く。[17]

## 沿革
- 1935年12月1日 - 年賀切手の発行開始。この時はまだくじ付ではなかった。[18]
- 1949年12月1日 - お年玉付郵便はがきの発行開始。[19]
- 1989年12月 - お年玉付郵便切手の発行開始。私製はがきでもくじが楽しめるようになった。[20][21]
- 1991年 - 寄附金付お年玉付郵便切手の発行開始。[22]

## 年賀はがきの種類
付加金付きのものと、付加金が付かないものとの2種類がある。
売価は2025年用については85円であった。これに寄付金を載せて90円で販売するもの、地方版としてある程度のカラー画像を裏面に印刷した年賀はがきが存在する。
広告付きのものが一部地域で80円で販売されていた。更に、郵政民営化後初となる2008年用ではカーボンオフセットという地球温暖化防止はがきが追加されるも2012年用の発行をもって中断。2009年用では、いろどり年賀「うぐいす」・「もも」として両面に色がついたものが追加。2011年用では一部の郵便局で香り付き年賀状も10枚700円で販売された。

## お年玉くじ
年賀はがき、また年賀切手にはお年玉くじが付いており、毎年1月に抽選がある。

### 引き換え
当選した番号の付いたはがきを持っている場合は、郵便局に持参すれば切手シートについては窓口で即日交付してもらえる。1等や2等の賞品は後日郵送となる。また、当選はがきについては無効（交付済）であることを示す消印が右下の番号の上に押される。なお、郵便局によっては法令での根拠は無いが、引き換え時に運転免許証等本人確認ができる身分証明書が必要となる場合もある。
かつては、郵便局員がその当選番号が印刷されていた部分をはさみなどで切り落としていた。しかし通信面（裏面）のその部分が切り取られるため内容が分からなくなり、また局員も切り落とす手間がかかるなど全体的に不評だったため1990年より現在の消印方式になった。

### 景品
現在、1等・2等については複数の景品の中から好きなもの1つを選択できるようになっている。このため、年賀はがきの盗難事件や配達アルバイトが配達をせずに持ち帰るような事件がまれに起こる。また末等は一貫して「お年玉切手シート」で、その切手の絵柄は基本的に当該年の「年賀郵便切手」と同一であったが、2017年以降は、これとは別のデザインとなった。
民営化に伴い、2008年のお年玉賞品から賞品の会社名が公表されるようになった。寄付金付きの55円で販売されているものはA組、カーボンオフセットはC組、それ以外はB組として分けられている。
1980年代半ば頃までは寄付金付きのA組のみ有効の当選番号があった（1枚あたりの売価が1 - 5円割高のため）が、現在は廃止された。2008年よりC組のみ有効の当選番号ができた。
私製はがきで年賀状を送る場合に使われる、寄付金付お年玉付年賀切手にはA・B・C組といった区別はなく6桁の番号のみが記載されている。当選番号・賞品は年賀葉書と同じである。
お年玉付郵便葉書等に関する法律1条2項により、賞品の金額は郵便料金の5,000倍（2018年12月現在では31万円）が上限である。また同法4条により、当たりくじの時効は6か月である。
2020年は以下の通り。
| 等級                                    | 当選割合     | 当選番号（全組共通） |
| --------------------------------------- | ------------ | -------------------- |
| 1等（現金30万円又は電子マネー31万円分） | 100万本に1本 | 下6桁                |
| 2等（ふるさと小包など）                 | 1万本に1本   | 下4桁                |
| 3等（お年玉切手シート）                 | 100本に3本   | 下2桁                |

2020年用お年玉切手シートは、「福」の字と「寿」の字をモチーフにしたデザインで、抽選日翌日から郵便局のネットショッピングでも手に入れることができた（なお十二支がモチーフのものは、年賀郵便切手として年賀葉書と同時に発行）。
加えて2020年は、当初は東京五輪の開催年であったことから、上記のもののに加え、同五輪の開会式または閉会式のペアチケットや競技観戦ペアチケットが特別の賞品となった。なお対象の年賀葉書は、前者が東京2020大会寄附金付年賀葉書、後者がそれを含むB組の年賀葉書に限定された。

### 法律
日本では富くじを発売・取次ぎ・授受した者は刑法187条により処罰されるが、お年玉くじはお年玉付郵便葉書等に関する法律によって合法化されている（公営競技や宝くじなどと同様である）。

### 起源
お年玉くじの付いた年賀専用はがきのアイデアは、民間人が考案したもので、当時の郵政大臣などに何度も直談判して採用してもらったものだった。
1949年、京都市在住で大阪市にて洋品雑貨の会社を営む林正治（1909年 - 1990年3月20日）が、「終戦直後で通信手段が十分でなかったこの時代にせめて年賀状が復活すれば、差出人・受取人ともに消息が分かり合えるであろう」と考えついたのがきっかけである。この年賀状にお年玉くじを付ければ皆が買ってくれる、更に寄付金も付ければ社会福祉にも役立つと考え大阪の郵便局で郵政大臣への紹介状を書いてもらい、上京して郵政大臣などと面会した。
林は自前で見本となるはがきや宣伝用ポスターを作成し、更には具体的に景品まで考えてプレゼンテーションを行った。だが前例のないものであり、戦後の混乱期でもあったので「時期尚早」とあっさり却下された。それでも林は諦めず粘り強く交渉を続けた結果、同年暮れに正式に採用された。この頃の賞品は特等・ミシン、1等・純毛洋服地、2等・学童用グラブ、3等・学童用コウモリ傘だった。ただし林の息子である林みのるによれば、初年度はさほど売れ行きが伸びず売れ残りが相当数出たため、林は次年度以降の発売がなくなることを恐れ、所有していた土地を売り払ってまで売れ残ったハガキを買い占めたという。
お年玉付郵便はがきは現在まで続く大ロングセラーとなったことで大いに感謝された林は、その後郵政審議会の専門委員を務めた（ただし実際の審議には一度も出席しなかった）。一方で林のもとには「お前のせいで年末年始が忙しくて休みも取れない」という郵便局員の苦情や、しまいには脅迫状も届いたという。
この成功を受けて、1950年から発行されていた「暑中見舞用郵便葉書」を1986年よりくじ付きとし、夏のおたより郵便葉書「かもめ〜る」（暑中・残暑見舞いはがき）として販売開始。更に1987年には春の絵柄付郵便はがき「さくらめーる」（2月発売）、秋の絵柄付郵便葉書「もみじめーる」（8月発売）も登場したが（いずれも発売初期のみくじ有り）、さくらめーる・もみじめーるは2002年、かもめ〜るも2020年をもって販売を終了している。

### 日本郵便年賀寄付金配分事業
戦後の社会復興という時代背景の下で1949年に制定されたお年玉付郵便葉書等に関する法律に基づき発行された寄付金付年賀葉書により集められた年賀寄付金を同法により定められた「社会福祉の増進」「風水害･震災等、非常災害時の救助・災害の予防」「がん、結核、小児まひなどの研究・治療・予防」「原子爆弾の被爆者に対する治療・援助」「交通事故、水難の救助・防止」「文化財の保護」「青少年健全育成のための社会教育」「健康保持増進のためのスポーツ振興」「開発途上地域からの留学生・研究生の援護」「地球環境の保全」の10のジャンルに属する活動を行う非営利団体に対し配分する事業である。
例年は9〜11月に事業の公募、11月〜翌1月に年賀葉書の販売、寄付金の集計、11月〜翌2月に外部の有識者団体による審査、3月に総務大臣の認可を受け同月末に配分団体の決定を行っている。1991年からは寄付金付年賀切手が発行されている。
2021年までの寄付金額の合計は約516億円。